# 밤의 도서관
밤의 도서관(영어: The Library at Night)은 알베르토 망구엘이 쓴 도서관의 역사와 함께 도서관에 담긴 철학을 다룬 책이다. 망구엘은 신화ㆍ정리ㆍ공간ㆍ힘ㆍ그림자ㆍ형상ㆍ우연ㆍ일터ㆍ정신ㆍ섬ㆍ생존ㆍ망각ㆍ상상ㆍ정체성ㆍ집이라는, 도서관을 떠올리면 연상되는 열다섯 가지 주제를 통해 도서관의 역사와 재미있는 일화를 낭만적으로 풀어나간다.